# 黒髪山 (佐賀県)
黒髪山（くろかみやま、くろかみざん）は、佐賀県武雄市と同県西松浦郡有田町の市町境にある標高516mの山。「新日本百名山」及び「九州百名山」の一つ。

## 概要
伊万里市・武雄市・西松浦郡有田町の市町境に連なる黒髪山地の中にあり、同山地の主峰とされる。山頂は旧山内町、旧有田町、旧西有田町の3町の境だった。
山名の読みは、地元では「くろかみやま」とすることが多く、文献では「くろかみざん」、「くろかみさん」の表記もみられる。
山頂部は南西側に膨らんだ半円状の稜線をもち、北東側は窪んでいる。山頂に天童岩、青螺山の南麓との間に雄岩や雌岩の奇岩がそびえ立つ光景から、肥前耶馬渓とも言われる。奇岩は有田流紋岩類からなる岩峰地形。
山頂の天童岩への登山道は難所で鎖場、梯子、ロープを使用する箇所がある。
黒髪山は古来の山岳信仰があり、鎌倉時代から黒髪権現と称する修験道場だった。現在は黒髪神社、および大智院の奥の院が所在する。
東の山麓の丘陵に平山城である住吉城跡があり、近世に後藤氏が塚崎城と共に居城とした。慶長4年後藤茂綱の代に焼失している。
有田川は当山を、松浦川は北側の青螺山をそれぞれ水源地とし、両者の流域に位置する。
山頂から北東の乳待坊公園、山頂と雄岩の間の稜線、南東の風早などに展望台・展望所がある。
山名については、伊弉諾尊が黄泉の国から逃げ帰る途中で追手に黒髪を投げたことに由来するという伝承がある。天童岩には源為朝（鎮西八郎為朝）の大蛇退治の伝説があるほか、周辺地域にも為朝の伝説がある。
1983年（昭和58年）に「21世紀に残したい日本の自然百選」に選ばれ、黒髪山系から注ぐ竜門の清水は、1985年（昭和60年）に「名水百選」にも選ばれた。

## 黒髪山地の峰々
黒髪山地（黒髪山系）
- 黒髪山 516 m[13]
- 雄岩（おいわ）、雌岩（めいわ）[12][13] - 黒髪山の北に、青螺山との間にある岩。乳待坊公園など山内町方面から見て右側が雄岩、左側が雌岩[12]。
- 前黒髪（まえぐろかみ）[12][14]。 482 m[12][13] - 黒髪山の南にある山[12]。本城岳（ほんじょうだけ）とも呼ぶ[12][14]。黒髪山頂から南に約1.0 km。
- 英山[14]（はなぶさやま） 約440 m - 黒髪山の南にある山で、山頂部からその南にかけて岩肌が露出し、南の岩峰は英岩とも呼ばれる[12]。黒髪山頂から南に約1.3 km。
- 蛇焼山[14] 約500 m - 黒髪山頂のすぐ西にある峰[12]。
- 後黒髪[14] 約460 m - 黒髪山の西の稜線の先にある山で、東西に2つの山頂がある。黒髪山との間の鞍部には後の平の名がある[12]。黒髪山頂から西に約0.9 - 1.0 km。
- 牧ノ山（まきのやま[12][13]） 553 m[12] - 青螺山の西にある山[12]。黒髪山頂から北西に約2.4 km。
- 青螺山（せいらさん[12]、せいらざん[13]） 599 m[13] - 黒髪山頂の北にある山で、山頂は599mの峰を指すが[4]、同じ稜線の約300 m南東により高い618 mの峰がある[12]。黒髪山頂から北に約1.3 km。

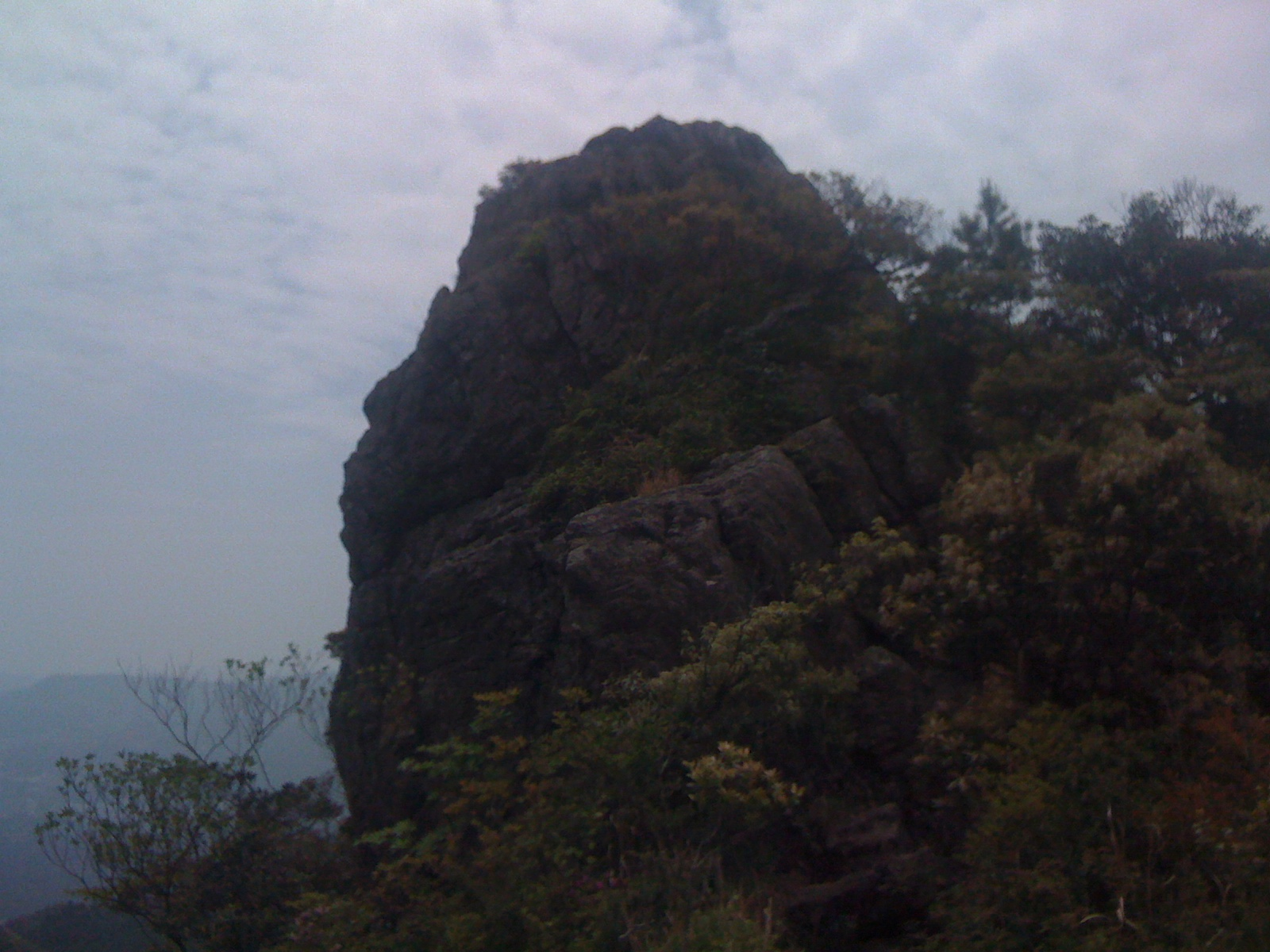
山頂の天童岩
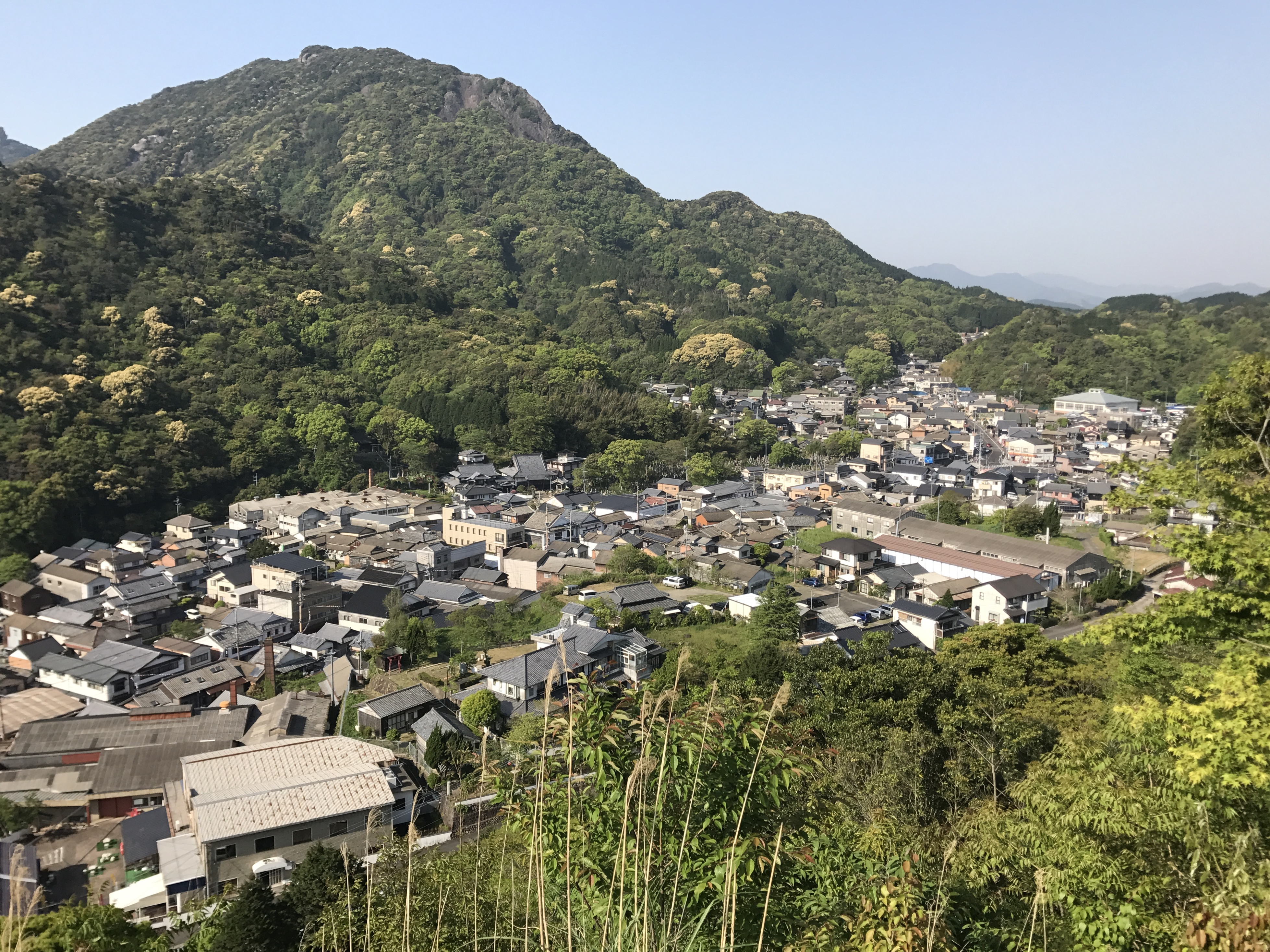
有田町から見た英山
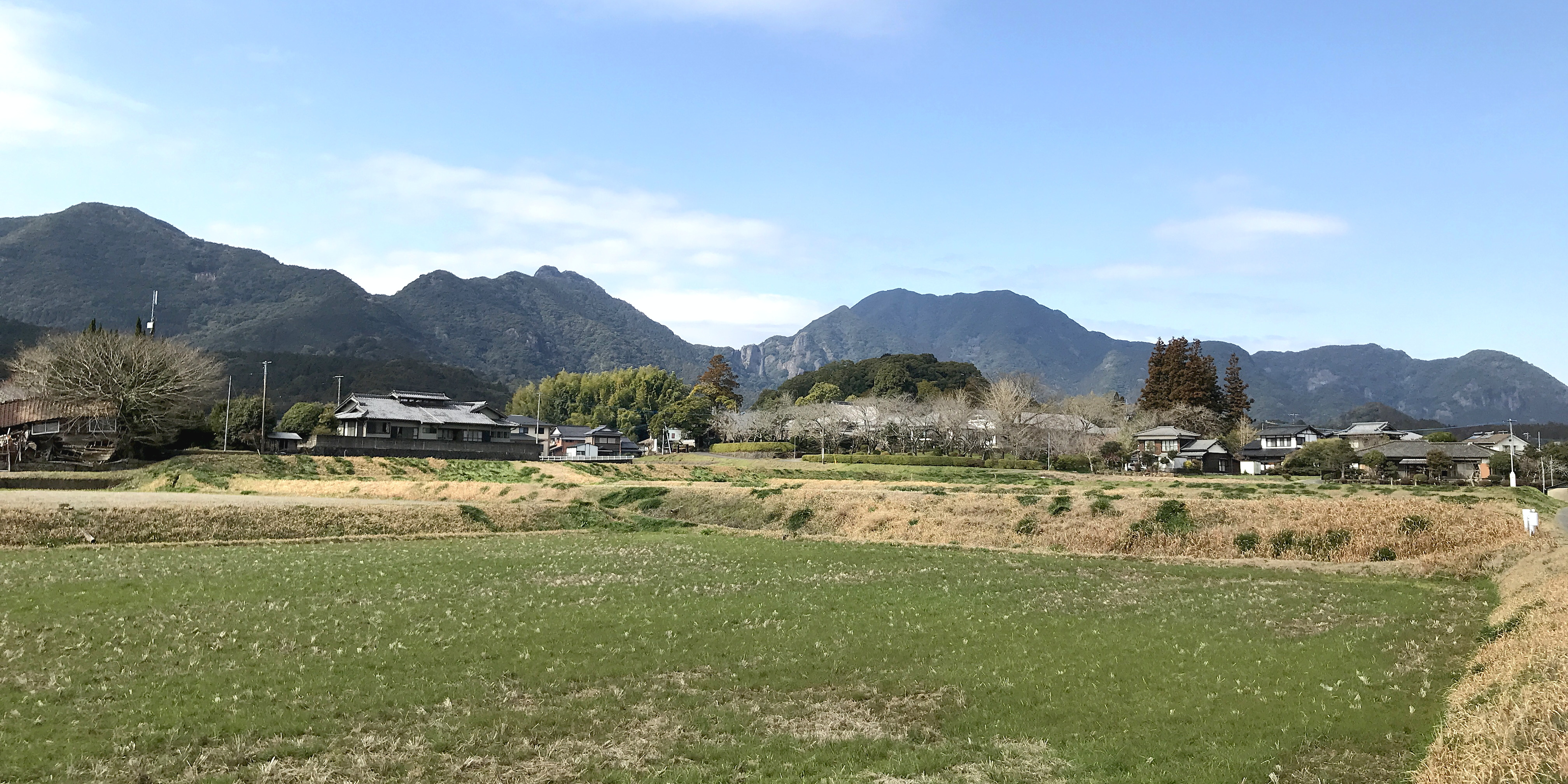
山内町宮野の宿地区から見た黒髪山系
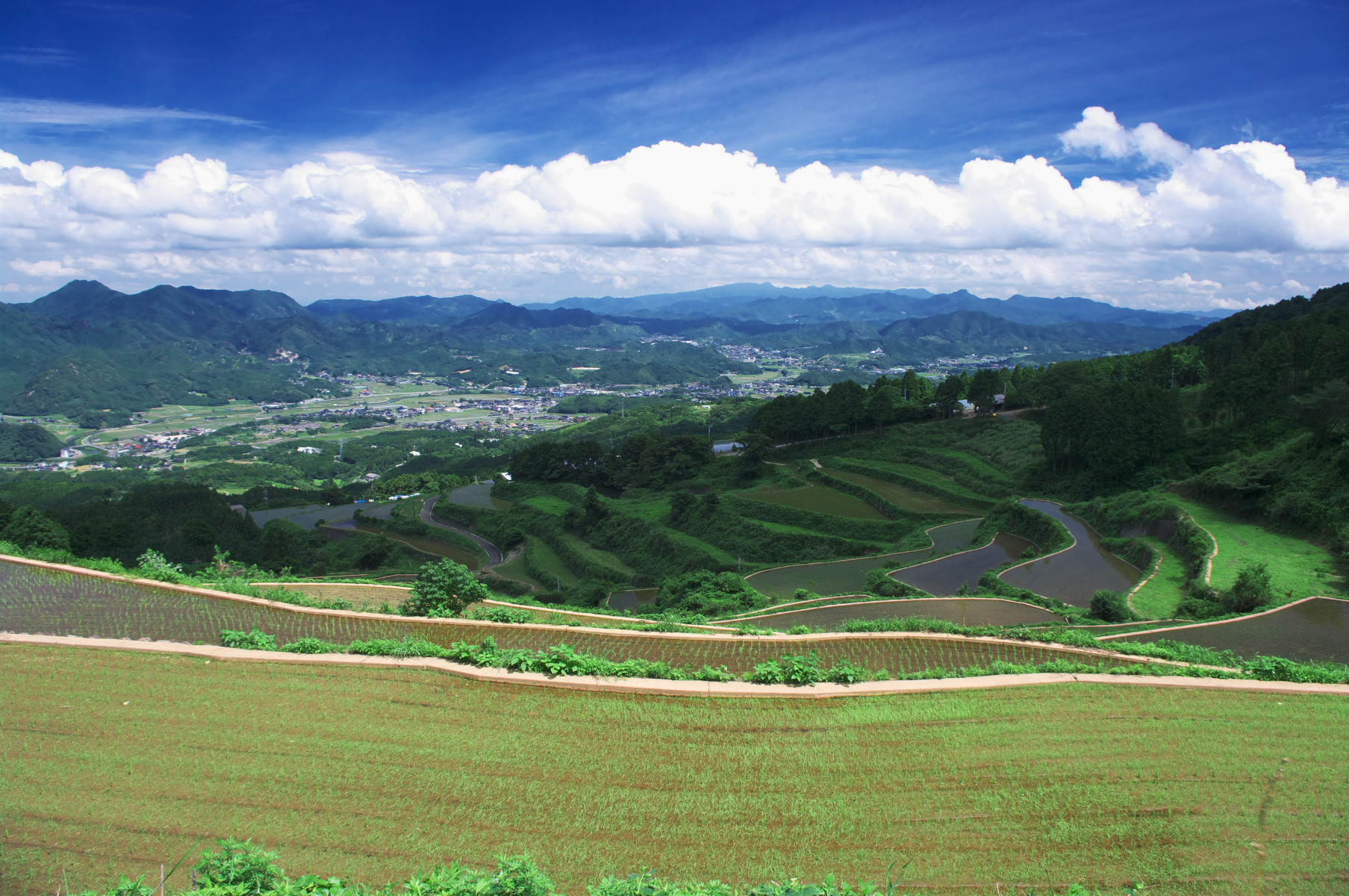
国見山麓から遠望する黒髪山地

## 地質
伊万里や有田の有田川より東側には、大野岳、城古岳、腰岳、青螺山、黒髪山など、丘陵性の山地の中に火山岩の山々が分布する。
この付近では新第三系・古第三系の堆積岩の上部を準平原化により欠く。その上を覆う西岳玄武岩類（北松浦玄武岩類）は伊万里・有田から北松浦半島の広い範囲に分布するが、黒髪山やその東の黒岳付近では層が薄く、青螺山附近は火山の噴出の中心のひとつと考えられている。
黒髪山地を成す有田流紋岩類はこの上を覆い、約270 - 240万年前に活動した。侵食による段差が見られ、火山砕屑岩とざくろ石流紋岩・黒雲母流紋岩がつくる標高200 - 250 mくらいの台地と、その上部のいくつかの山体を見出せる。黒髪山では無斑晶流紋岩の溶岩と火山砕屑岩との互層からなる。
また山頂に点在する岩峰は、これを貫いたと考えられる角閃石流紋岩の円頂丘または岩脈からなる。
なお、青螺山ではその上位を伊万里安山岩類が覆う。
有田の泉山は陶石鉱床で知られ、約220万年前に熱水変質により粘土鉱物が生成された。泉山付近を通る北北西-南南東方向の断層線上で同様の活動が起きており、黒髪山や龍門峡付近では約200 - 180万年前に熱水変質が起きた。黒髪山では山頂部の窪地で岩石の陶石化作用が強いことから、この部分が旧火口ではないかと考えられている。
山内町宮野の黒髪山麓には、裁縫に使うチャコの採取地があった。1912年（明治45年）頃から操業し関西で販売され、大正末期には有田町に製造工場が建てられた記録がある。現在は採掘場跡が残っている。

## 山岳信仰

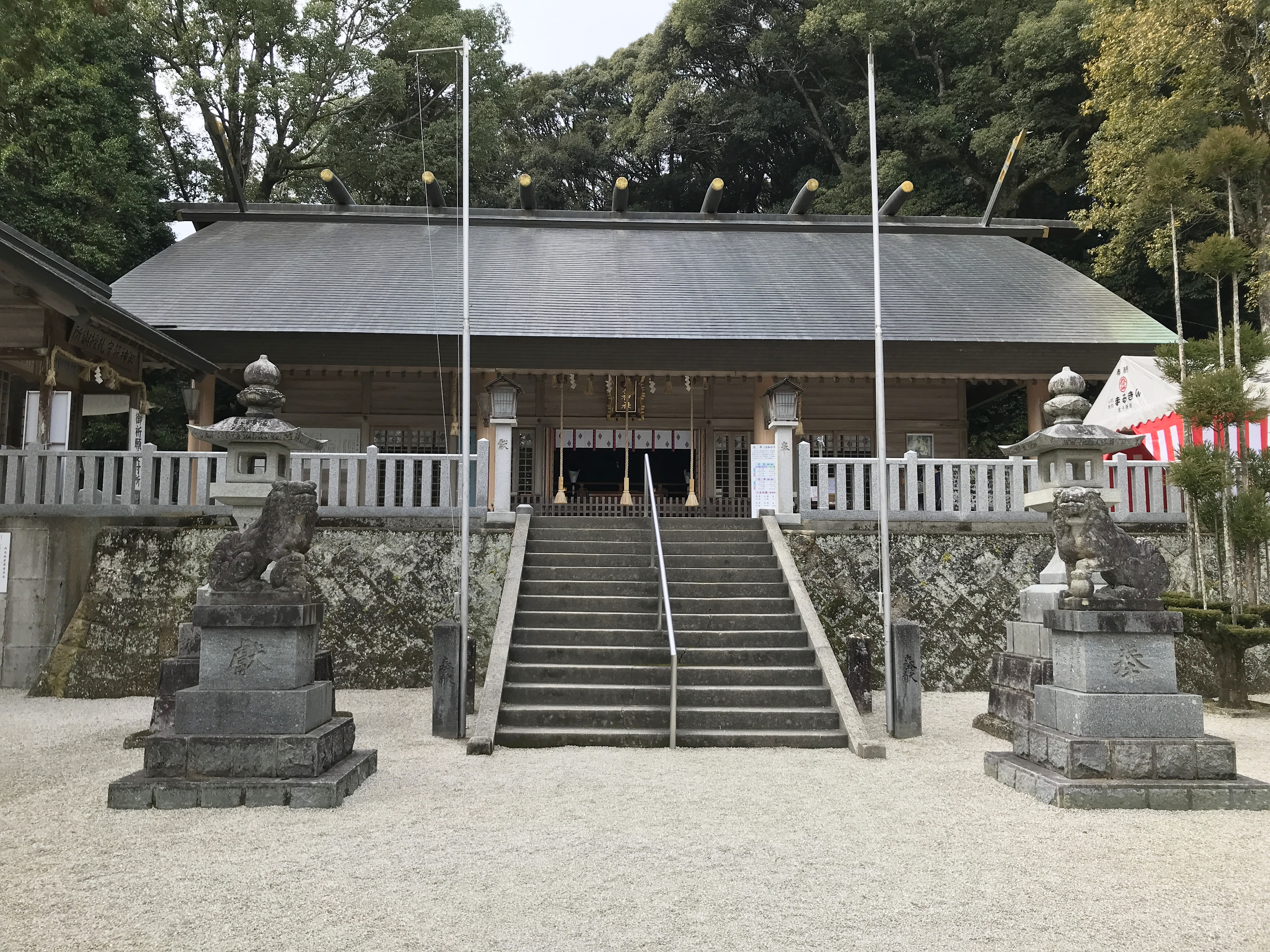
黒髪神社下宮

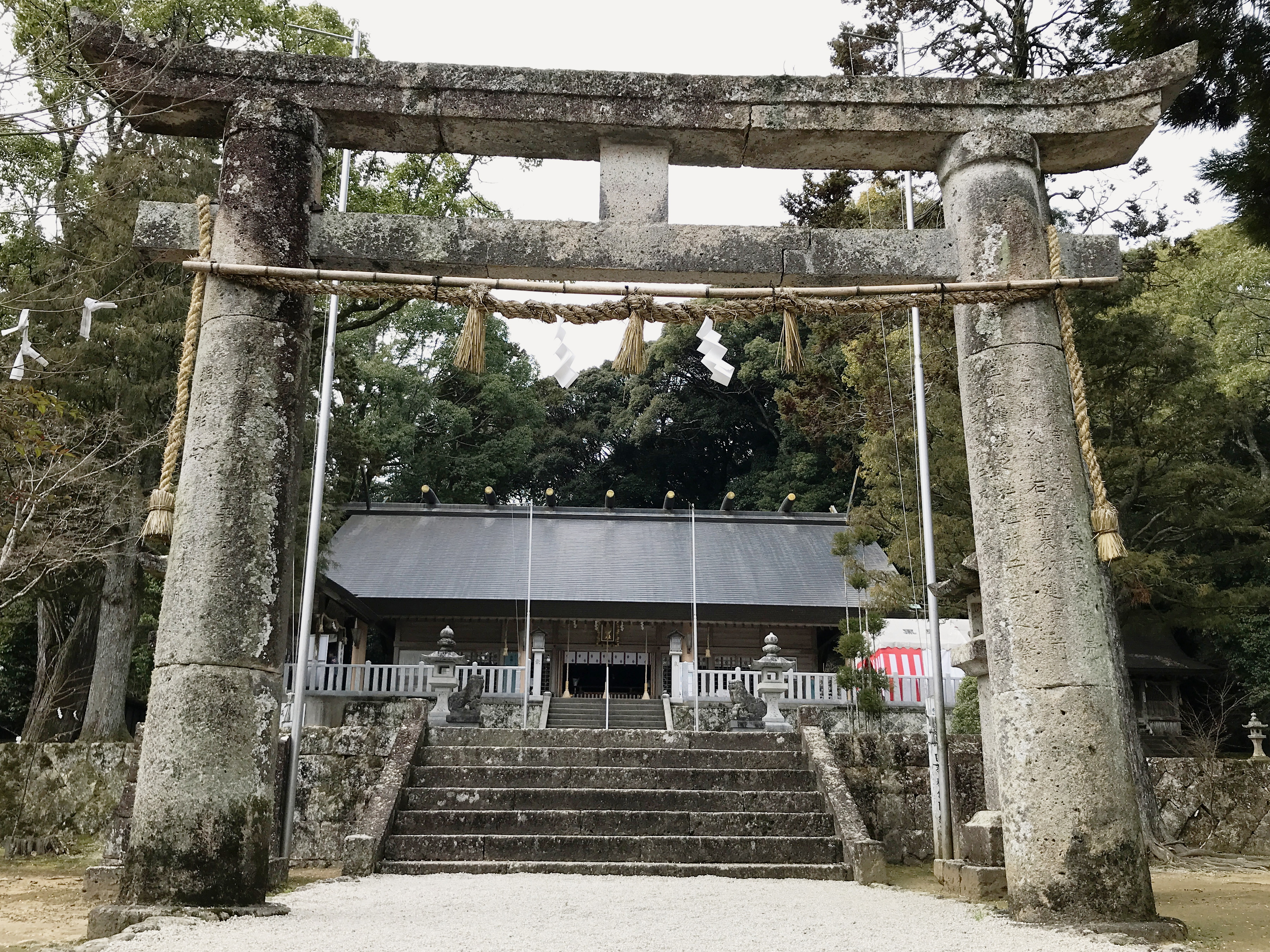
二の鳥居

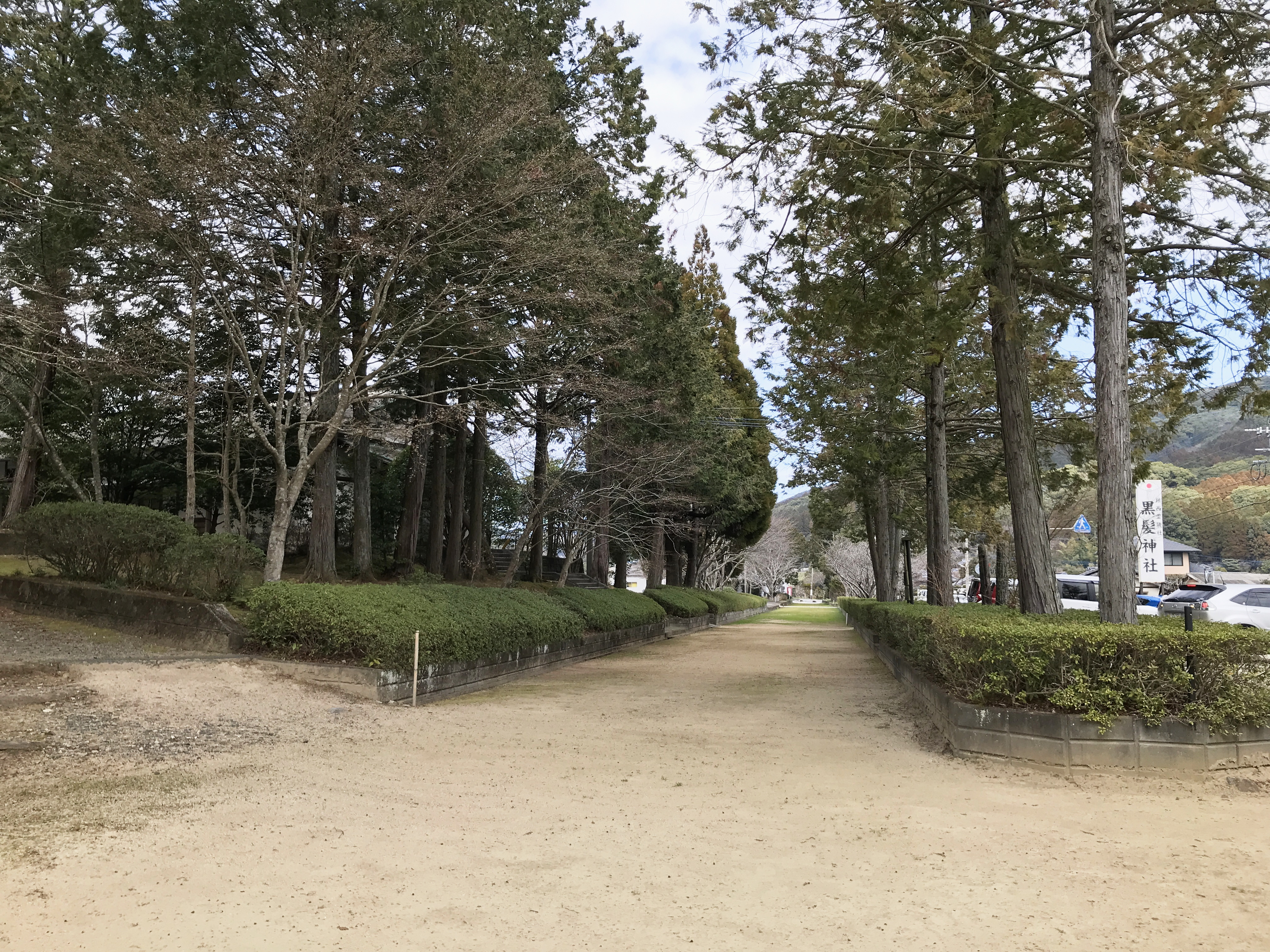
馬場

黒髪神社（くろかみじんじゃ）は武雄市山内町大字宮野に下宮、黒髪山頂の洞穴に上宮を置く神社で、旧県社。「黒髪山本紀」によれば崇神天皇16年三所権現の名を賜り山域に神を祀ったのを創始とし、霊亀元年（715年）下宮を創建したとする。平治元年12月（1160年）の文書（武雄神社文書内）に記載があって、中世には社司を武雄神社神主が兼務したことがあるという。正応5年（1292年）当時に社田3町を有した（河上神社文書内）。下宮境内には阿弥陀堂、観音堂、薬師堂などの仏堂がある。明応10年1月（1501年）に上宮、1878年（明治11年）に中宮の火災の記録があり、1876年（明治9年）には山域の火災の影響で焼失した仏像があった。近世に入ると肥前国内に「黒髪講」が広まった。また雨乞いの祈願社としても知られていた。
下宮二の鳥居は延宝3年（1675年）建立で、武雄頼長・頼久の寄進によるもの。上宮一の鳥居は安永6年（1777年）建立で、図柄が描かれた珍しい額束をもつ。上宮二の鳥居はそれ以前の建立と推定される。以上3本の肥前鳥居は2003年に旧山内町（現武雄市）指定の重要文化財となっている。
毎年10月29日（かつては旧暦9月29日）の秋の例大祭（お供日）に下宮境内の馬場で奉納される流鏑馬は、武雄市の無形民俗文化財に指定されている。伝承によれば、源為朝が黒髪山周辺で暴れていた大蛇を退治するにあたり、宮司黒髪掃部介和敏に請いて冥助を祈り成功したことから、永万元年（1165年）（久寿元年（1154年）とする資料もある）に初めて奉納され現在まで続く。
長崎県佐世保市にある大智院（だいちいん）は、かつて黒髪山山頂近くに鎮座した真言宗大覚寺派の寺院。寺号は黒髪山で、寺伝によれば大同元年空海の創建。初期は地蔵密院、後に西光密寺、更に後に大智院と改称している。後藤氏が祈願所とした。長らく神仏習合であったが、明治3年（1870年）に黒髪神社と大智院に分離された。1878年火災に遭い堂宇を焼失し、小規模な堂宇を再建したが、1906年（明治39年）社地を佐世保市に移転した。
大智院（西光密寺）の旧地には、小堂宇が残り西光密寺の名を継承する。周囲には礎石や石垣の遺構が残る。なお、当寺に関する旧山内町（現武雄市）指定の重要文化財が2軒ある。ひとつは西光密寺の懸仏3基（薬師如来、阿弥陀如来、千手観音の各坐像）で、山内町宮野の定林寺に継承されている。もうひとつは大智院（西光密寺）の隠居寺・無動院境内下の道路沿いに建つ元亀2年（1571年）建立の石造六地蔵塔で、山内町大野にある。
黒髪権現は肥前における修験回峰二十八か所に数えられる修験道場。現在も寺坊や堂宇の名に由来する乳待坊（ちまちぼう）、勝学坊（しょうがくぼう）、里坊（さとぼう）、目一つ坊、山の堂、滝観音などの地名が残る。乳待坊には昭和初期まで堂宇が残っていた。
また山頂部一帯にはほかに、不動寺（太鼓岩不動寺）および磨崖仏の太鼓岩不動尊がある。

## 自然

クロカミラン（参考・栽培株）

山域は約1,500種とされる植物の宝庫。特にシダ植物が豊富でヒノキシダやコガネシダなど約70種が確認されている。アカマツ林や、岩角地の特徴的な植物群落もみられる。希少種では和名に山の名を頂くクロカミランやクロカミシライトソウのほか、マツバラン、イブキジャコウソウ、ヤツガシラ、ヒレフリカラマツなどが分布する。クロカミランは環境省レッドリストの絶滅危惧IA類。カネコシダは1904年（明治37年）に当山で発見され、1928年（昭和3年）4月8日に「カネコシダ自生地」として国の天然記念物に指定されている。

### 県立自然公園
佐賀県は黒髪山一帯を「黒髪山県立自然公園」に指定している。これは1937年（昭和12年）7月5日に「県立黒髪山公園」として佐賀県最初の県立自然公園に指定し、のちに県自然公園条例に基づき改称したものである。面積は1,684ヘクタール(ha)。
県立公園の区域には、奇岩が特徴的な黒髪山山頂部のほか、展望台のある乳待坊、南麓のツツジの名所で知られる有田ダムと下流の白川渓谷、竜門ダム、青螺山や大川内ノ滝などが含まれる。九州自然歩道のコース上の1拠点。
黒髪山一帯は鳥獣保護区にも指定されており、面積は約2,200 ha、うち50 ha余りが特別保護地区。

## アクセス・登山道
黒髪神社下宮を経由する登山ルートの場合、JR佐世保線三間坂駅が最寄り駅で宮野までバスが運行する。バス停から山頂までの往復登山の目安は約4時間。このほか、竜門ダム駐車場を起点に龍門峡、後黒髪山、雄岩展望台を経由するルート、有田ダムや乳待坊公園を起点にするルートなどがある。

## 周辺
- 竜門峡（日本の名水百選認定）
- 不動寺・太鼓岩不動尊
- 有田ダム
- 竜門ダム
- JR佐世保線三間坂駅・上有田駅
- 国道35号
- 佐賀県道26号伊万里山内線
- 黒髪神社
- 佐賀県黒髪少年自然の家
- 乳待坊公園いこいの広場キャンプ場、竜門キャンプ場
- 黒髪山県立自然公園 -  ウィキデータ ()